# Melothria scabra
Melothria scabra är en gurkväxtart som beskrevs av Naud. Melothria scabra ingår i släktet Melothria och familjen gurkväxter. Inga underarter finns listade i Catalogue of Life.

## Bildgalleri

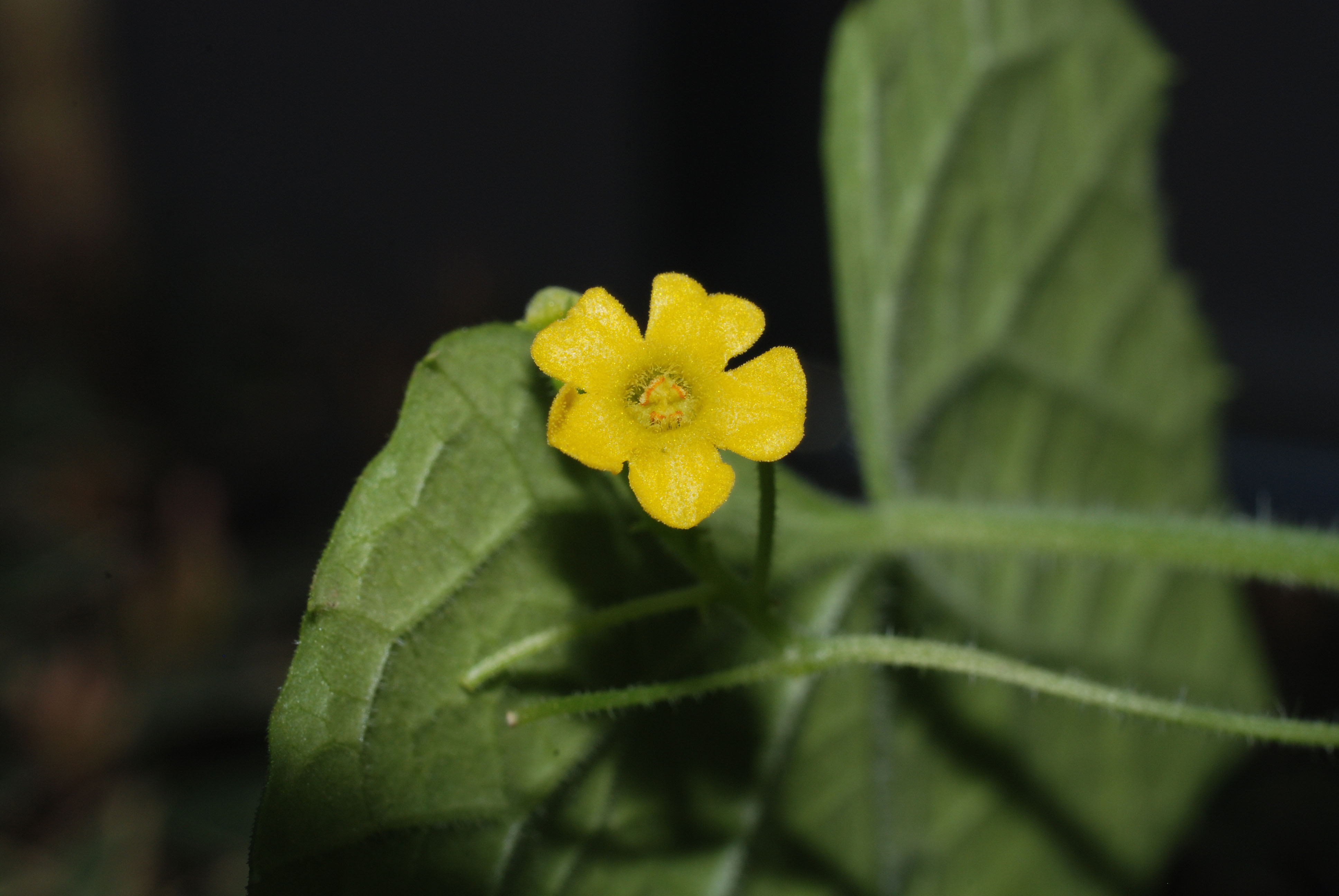
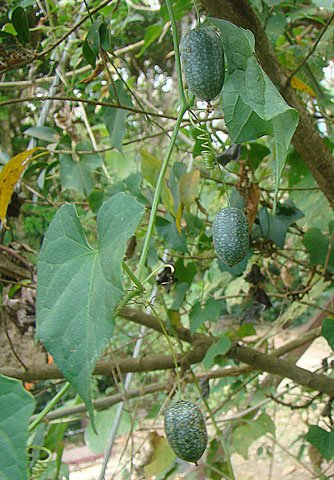